# Fede Vico
Federico Vico Villegas (Cordova, 4 luglio 1994) è un calciatore spagnolo, centrocampista dell'Eldense.

## Carriera

### Club
Il 14 giugno 2013 passa ufficialmente all'Anderlecht per la cifra di 1 milione e mezzo di euro, firmando un contratto quinquennale.

### Nazionale
Ha giocato nelle nazionali giovanili spagnole Under-17, Under-18, Under-19 ed Under-20.